# Develop
Cet article concerne le magazine britannique. Pour le producteur de musique américain, voir DVLP.
 (décembre 2018).
Si vous disposez d'ouvrages ou d'articles de référence ou si vous connaissez des sites web de qualité traitant du thème abordé ici, merci de compléter l'article en donnant les références utiles à sa vérifiabilité et en les liant à la section « Notes et références ».
Develop est un magazine mensuel professionnel britannique consacré à l’industrie du jeu vidéo et publié entre 1996 et 2017. Il est ensuite absorbé par MCV fin 2017.

## Historique
Fondé en 1996, le journal est également publié en ligne. En novembre 2017, le groupe propriétaire du magazine et du site annonce que Develop va être absorbé par le magazine et le site MCV,.